# Kurt Striegler

Kurt Striegler auf einer Postkarte der Dresdner Volks-Sing-Akademie

Kurt Emil Striegler (* 7. Januar 1886 in Dresden; † 4. August 1958 in Wildthurn/Landau) war ein deutscher Musiker, Dirigent und Komponist.

## Leben und Wirken

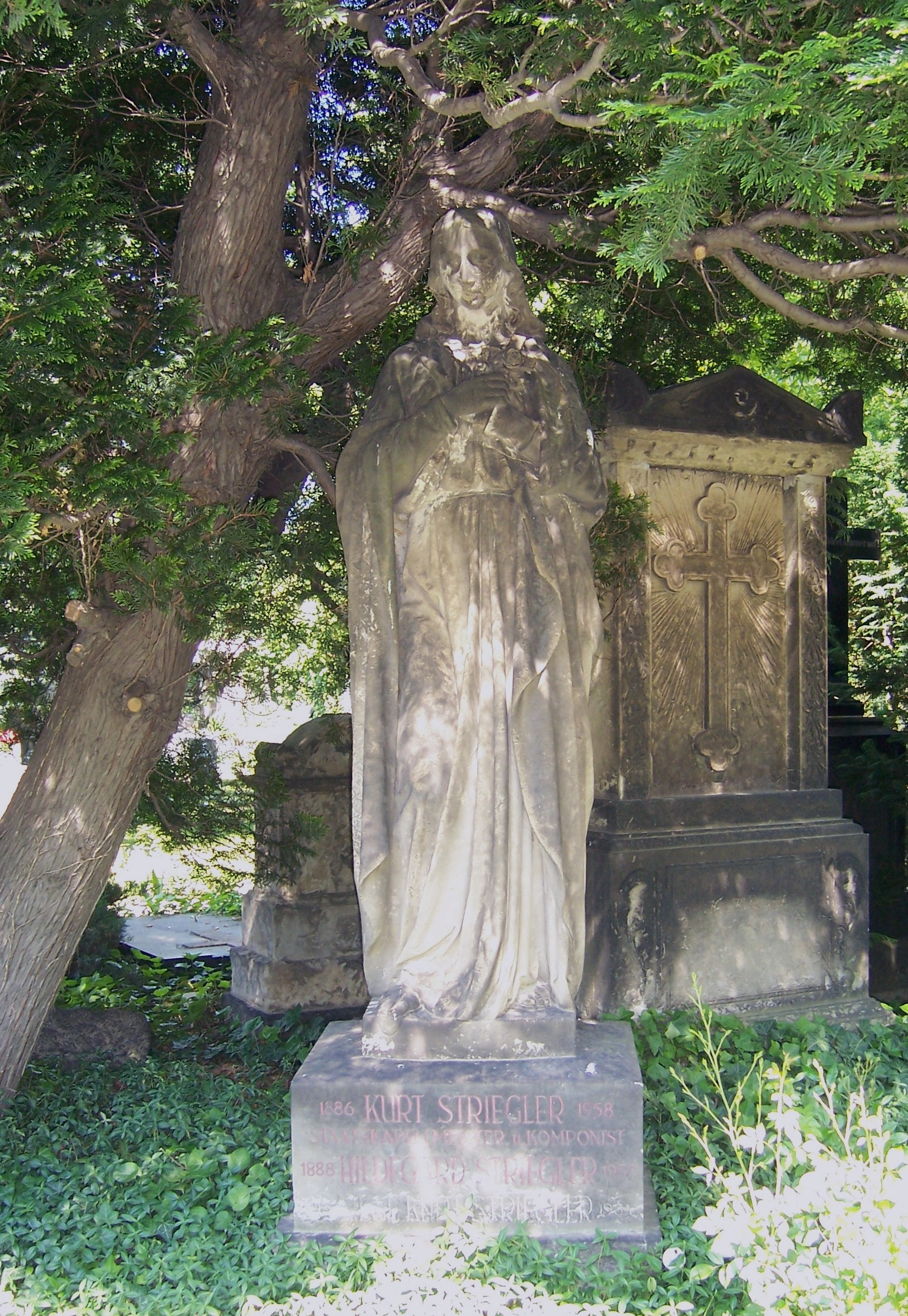
Grab von Kurt Striegler auf dem Alten Katholischen Friedhof in Dresden

Der Sohn eines Kammermusikers am Sächsischen Staatstheater besuchte das königlich-sächsische Kapellknaben-Institut in Dresden und wurde 1905 von Ernst von Schuch zum Kapellmeisteraspirant an die Dresdner Hofkapelle berufen. Im Jahr 1912 erfolgte seine Ernennung zum Kapellmeister. Über 50 Jahre engagierte er sich für das Dresdner Musikleben als Lehrer, Dirigent, Musiker und Komponist, leitete von 1939 bis 1945 die Volks-Singakademie, den Dresdner Männergesangverein und war Dozent für Komposition, Dirigentenausbildung und Instrumentationslehre an der Orchesterschule der Sächsischen Staatskapelle. Zu Strieglers Schülern zählen unter anderem der Komponist, Schriftsteller, Librettist und Regisseur Robert Bosshart, der Dirigent Rolf Kleinert und der Komponist und Dirigent Herbert Trantow. Striegler trat zum 1. Mai 1933 der NSDAP bei (Mitgliedsnummer 2.442.858) und fungierte im selben Jahr als Nachfolger von Paul Büttner, Direktor des Dresdner Konservatoriums, sowie von Fritz Busch, Generalmusikdirektor der Semperoper, die beide von den nationalsozialistischen Machthabern aus dem Amt gedrängt worden waren.
Im Jahr 1950 siedelte Striegler nach München über. Im Jahr 1953 schuf der Maler und Grafiker Otto Dix die Lithografie „Kurt Striegler“.
Striegler verstarb 1958 in Wildthurn/Landau. Er fand seine letzte Ruhe auf dem Alten Katholischen Friedhof in Dresden.

## Werke (Auswahl)
- 1911: Elfenried (Ballade von Max Freygang)
- 1920: Auf Schwingen des Windes (eine Liederfolge für eine Singstimme mit Klavier)
- 1920: Bardengesang
- 1930: Frühlings-Hymne (für Männerchor und Orchester)
- 1932: Dagmar (Oper), Libretto: Robert Bosshart
- 1950: Glück
- 1955: Der Fink (Ballade für Koloratur-Sopran und Orchester)
- 1956: Blumenritornelle (für eine Singstimme und Kammerorchester)
- Konzert für Violine und Orchester d-moll, op. 15
- Orgelsinfonie, op. 31
- Scherzo capriccio für Pauken-Solo und Orchester, op. 34 (um 1914)
- Der Thomaskantor (Oper über Johann Sebastian Bach), op. 37; Libretto: F. A. Geißler
- Sinfonie e-moll, op. 83
- Te Deum, op. 105

## Nachlass
Der Nachlass von Kurt Striegler wird in der Musikabteilung (Signatur: Mus.10749-…) und in der Handschriftensammlung (Signatur: Mscr.Dresd.App.1951-1952) der Sächsischen Landesbibliothek – Staats- und Universitätsbibliothek Dresden aufbewahrt.

## Tonträger (Auswahl)
- Karl Böhm, Kurt Striegler/Hans Pfitzner, Richard Strauss: Edition Staatskapelle Dresden – Volume 13. Hans Pfitzner: Sinfonie C-Dur, Richard Strauss: Don Juan, Till Eulenspiegels lustige Streiche, Salomes Tanz, Festliches Präludium Hans Ander-Donath, Silbermann-Orgel der Dresdner Frauenkirche. Staatskapelle Dresden/Karl Böhm, Kurt Striegler [1939–1944]. CD PH07010
- Richard Wagner: Die Walküre. Edition Staatskapelle Dresden – Volume 23. (1. Aufzug), Szenen aus Tannhäuser, Der fliegende Holländer, Die Meistersinger von Nürnberg, Siegfried, Götterdämmerung. Margarete Teschemacher, Max Lorenz, Kurt Böhme, Josef Herrmann, Marianne Schech, Karl Elmendorf, Kurt Striegler [1944]. 2CD PH07048
- Sorbische Rhapsodie für großes Orchester (1954). 5. Satz – Allegro vivace Volkstanz, Länge: 7:26, Rundfunk-Sinfonieorchester Leipzig, Kurt Striegler, Lizenziert durch Deutsches Rundfunkarchiv über RBB Media GmbH, Aufnahme: 22. Dezember 1954, Leipzig